# Francesco D'Ovidio
Francesco D'Ovidio (Campobasso, 5 de diciembre de 1849 - Nápoles, 24 de noviembre de 1925) fue un filólogo y crítico literario italiano.

## Biografía
Nacido de Pasquale D'Ovidio y Francesca Scaroina, fue el hermano del matemático y político Enrico D'Ovidio. Cuando tenía nueve años, su familia se mudó de Campobasso a Nápoles. Francesco estudió en la Universidad de Pisa y en la Escuela Normal Superior de la misma ciudad, siendo discípulo, entre otros, de Domenico Comparetti.
Posteriormente, se dedicó también a la lingüística histórica; a partir de 1871, enseñó latín y griego antiguo en el instituto "Galvani" de Bolonia y, luego, en el "Parini" de Milán. En 1876, fue llamado por Ruggiero Bonghi a enseñar Historia comparada de las lenguas romances en la Universidad de Nápoles. En 1884, empezó a tener problemas de ojos, que le provocaron la pérdida progresiva de la vista hasta llevarlo a la ceguera total. Tuvo la cátedra napolitana hasta que la enfermedad le impidió continuar enseñando, en 1923. En sus investigaciones se ocupó de Dante Alighieri, Torquato Tasso y Alessandro Manzoni.
Fue el presidente de la Academia de los Linces durante cuatro años, además de ser socio de las Academias de la Crusca y de la Arcadia. Fue candidato cuatro veces para el Premio Nobel de Literatura. En 1905 fue elegido Senador del Reino de Italia.
Entre sus discípulos hubo Manfredi Porena, que se convirtió en su yerno al casarse con su hija Carolina.

## Ensayos críticos
- Le correzioni ai «Promessi Sposi» e la questione della lingua, Nápoles , Morano, 1882.
- Studi sulla «Divina Commedia», Milán-Palermo, Sandron, 1901.
- Studi manzoniani, Milán, Hoepli, 1905.
- Grammatica storica della lingua e dei dialetti italiani (con Wilhelm Meyer-Lübke), Milán, Hoepli, 1906.
- Nuovi studi danteschi, Milán, S. Landi, 1906-7.
- Nuovi studi manzoniani, Milán, Hoepli, 1908.
- Versificazione italiana e arte poetica medievale, Milán, Hoepli, 1910.

## Distinciones honoríficas
- Caballero de la Orden de la Corona de Italia
- Oficial de la Orden de la Corona de Italia (1890)
- Comendador de la Orden de la Corona de Italia (1896)
- Caballero de la Orden de los Santos Mauricio y Lázaro (1898)
- Oficial de la Orden de los Santos Mauricio y Lázaro (1901)
- Caballero de la Orden civil de Saboya (1905)